# Sobreiró de Baixo e Alvaredos
Sobreiró de Baixo e Alvaredos (llamada oficialmente União das Freguesias de Sobreiró de Baixo e Alvaredos) es una freguesia portuguesa del municipio de Vinhais, distrito de Braganza.

## Historia
Fue creada el 28 de enero de 2013 en aplicación de una resolución de la Asamblea de la República de Portugal promulgada el 16 de enero de 2013 con la unión de las freguesias de Alvaredos y Sobreiró de Baixo, pasando su sede a estar situada en la antigua freguesia de Sobreiró de Baixo.

## Demografía
| Gráfica de evolución demográfica de Sobreiró de Baixo e Alvaredos entre 2011 y 2021 |
|                                                                                     |
| Datos según el nomenclátor publicado por el INE portugués.                          |